# Geschiedenis van het Verdrag tot vaststelling van een Grondwet voor Europa
Dit artikel beschrijft de geschiedenis van de Europese Grondwet. Het verdrag is niet door alle lidstaten geratificeerd, en is daarom vervangen door het Verdrag van Lissabon.

## Achtergrond
Het werk aan het Verdrag tot vaststelling van een Grondwet voor Europa begon in de periode 2000-2001, toen duidelijk werd dat de Europese Unie zoals die toen bestond weldra op zou houden te functioneren. Het Verdrag is een antwoord op de vragen waarmee de Unie zich in die periode geconfronteerd zag.

### De Europese Unie voor 2000
In het jaar 2000 was de Europese Unie een supranationale organisatie die langzamerhand gegroeid was uit een streven om een permanente vrede tot stand te brengen tussen de oude vijanden Frankrijk en Duitsland. Ze was 43 jaar eerder opgericht door die twee landen en hun naaste buren met als voornaamste streven het voorkomen van verdere oorlogen door het delen van de middelen waarom in het verleden gevochten werd.
In die 43 jaar was de Unie uitgegroeid tot organisatie van 15 landen die het streven tot vrede door deling van middelen uitgewerkt hadden tot een open, onderlinge handelsruimte, economische samenwerking, een uitgebreid landbouwbeleid, wederzijdse steun bij de ontwikkeling van achterstandsgebieden, technologisch onderzoek, milieubescherming, samenwerking op allerlei gebieden van sociaal recht tot justitie en onderlinge defensie.
Niet alleen hadden de vijftien lidstaten een periode van onderlinge vrede en samenwerking tot stand gebracht, ze hadden ook in economisch opzicht geprofiteerd van de vrije markteconomie en de economische integratie van de Unie. Het economisch succes van Unie-blok maakte het lidmaatschap van de Unie ook aantrekkelijk voor andere landen in Europa.

### De Europese Unie in 2000-2001
In de periode 2000 en 2001 stond de Unie aan de vooravond van de grootste uitbreiding van leden in haar geschiedenis: tien landen uit het voormalige Oostblok stonden op het punt lid te worden van de Unie.
Voor de Unie betekende dit dat de positie van de Unie in de wereld ingrijpend zou veranderen. Met de toevoeging van de "nieuwe tien" zou de Unie de Verenigde Staten vervangen als sterkste, economische regio ter wereld. Ze zou ook een regio worden wiens wetten en regels directe invloed zouden hebben in het leven van bijna een half miljard mensen en wiens handelingen gevolgen zouden kunnen hebben voor nog veel grotere delen van de wereld.
Maar de Unie zou niet alleen economisch machtig worden. Verregaande politieke samenwerking tussen de (voorziene) 25 lidstaten zou een blok vormen met potentieel enorme, politieke invloed. Het Europa dat zichzelf in twee wereldoorlogen aan stukken had gereten en sinds de Tweede Wereldoorlog in twee helften verdeeld was, zou opeens weer een continent worden met een dusdanige eenheid en betekenis dat het wellicht grote invloed zou kunnen hebben op het reilen en zeilen van de gehele wereld.
Daarentegen loerde er ook een groot gevaar in de uitbreiding, namelijk dat het bestuurlijke apparaat van de Unie zou bezwijken onder de druk van zeer veel nieuwe leden. De Europese Unie was groot geworden door een systeem dat samenwerking van haar leden afdwong door alle besluiten te nemen met instemming van alle leden. Maar dat betekende dat de Unie als bestuursapparaat groot en log was en niet altijd tijdig insprong op de ontwikkelingen.
Bovendien kampte de Unie met het probleem dat de Unie in de belevingswereld van haar burgers steeds verder van die burgers af kwam te staan. Besluitvorming in de Unie was een ingewikkelde zaak, die gebeurde door zeer veel verschillende lichamen met verschillende functies. Sommige zaken werden beslist door combinaties van sommige lichamen, andere zaken weer door combinaties van andere lichamen. En het feit dat de hele rataplan tijdens de ontwikkeling van de Unie langzamerhand opgebouwd was en dus bestond uit vier verschillende verdragen, maakte het niet makkelijker om te volgen wat er allemaal gebeurde. Het resultaat van dit alles was een groeiend onbegrip onder de burgers, een groeiende politieke apathie onder diezelfde burgers en een weerzin bij veel burgers tegen wat het "democratisch tekort" genoemd werd: het feit dat bepaalde, belangrijke beslissingen genomen werden door lichamen die geen direct regeringsmandaat van de burgers hadden.
Daarbij kwam nog dat het groeiende gevoel onder de burgerbevolking niets meer met hun eigen regering te maken te hebben, bij een aanzienlijk aantal van hen leidde tot vrees voor wat er in "Brussel" (een minachtende aanduiding voor de Unie) gebeurde en voor de ontwikkeling van de Unie ten opzichte van hun landen. Vrees voor verlies van nationale identiteit was (al dan niet terecht) een groeiend fenomeen, naast vrees voor verlies van onafhankelijkheid en meer van dergelijke angsten.
De Unie zag zich tegelijkertijd geplaatst voor twee vraagstukken:
- Een grote Europese Unie – in essentie een verenigd Europa – kan weleens enorme invloed hebben in de gehele wereld. Dat betekent dat Europa de verantwoordelijkheid moet kunnen en willen dragen om die invloed op de juiste manier aan te wenden. Hoe kunnen de lidstaten van de Europese Unie ervoor zorgen dat Europa in staat is haar invloed aan te wenden om van echte betekenis te zijn in de wereld, om haar belangen in de wereld te behartigen en om tegelijkertijd de voordelen en successen van Europa te delen met de wereld?
- Hoe kunnen de lidstaten van de Unie tegelijkertijd de Unie uitbreiden, de Unie bestuurbaar houden en de Unie omvormen zodat de burger zich weer betrokken gaat voelen bij de Unie? Hoe kan de Unie een duidelijker geheel worden, een beter compromis tussen internationale samenwerking en de soevereiniteit van de lidstaten en duidelijker een zaak worden van burgers en voor burgers in plaats van om de burgers heen?

### De Verklaring van Laken
Het begin van het antwoord op deze vragen kwam tegen het einde van 2001 (in december), in de Verklaring van Laken. Deze verklaring was een redelijk kort document waarin de bestaande situatie van de Unie werd toegelicht (haar ontstaan, haar successen) en de harde vragen werden gesteld over hoe het verder moest met de Unie – hoe ze zichzelf kon verbeteren en welke rol ze in de wereld moest gaan spelen.
In de Verklaring werd het volgende pad opgesteld om tot een oplossing te komen:
1. Onder leiding van Valéry Giscard d'Estaing zou de Europese Conventie samenkomen om te debatteren over de toekomst van een verenigd Europa
2. De Europese Conventie zou debatten aanvuren in alle lidstaten en vertegenwoordigers van alle lidstaten samenbrengen om de vragen te bespreken waar de Unie zich voor geplaatst zag
3. Na het afronden van dit overleg zou de Europese Conventie haar conclusies samenvatten in een document met voorstellen
4. Met dit document met voorstellen in de hand zouden de lidstaten van de Unie samenkomen in een Intergouvernementele Conferentie
5. Tijdens deze Conferentie zouden de lidstaten moeten komen tot een nieuw verdrag, dat alle verdragen zou moeten vervangen waarop de Europese Unie gebaseerd was; dit nieuwe verdrag zou een nieuwe Europese Unie vormen, met een flexibeler bestuur, toegerust voor het lidmaatschap van 25 of meer landen, dichter bij de burgers en voorbereid op het spelen van een grote rol in de wereld om haar heen

### De Conventie en de Conferentie
De Europese Conventie werd gehouden tussen februari 2002 en juli 2003. De 217 deelnemers vertegenwoordigden de lidstaten, nationale parlementen, het Europees Parlement en de Europese Commissie. De Conventie werd bijgewoond door vertegenwoordigers van de tien kandidaat-leden, de drie andere landen die ook nog lid wilden worden, andere Europese instellingen en maatschappelijke organisaties in Europa. Zij brachten de inzichten en meningen van de lidstaten en burgers met zich mee en vergaderden over de meest uiteenlopende zaken, van bestuur tot grondrechten, van economie tot justitiële samenwerking en milieu.
In die tijd werkten zij aan een concept van het nieuwe verdrag van de Europese Unie. Het uiteindelijke werk werd ondersteund door 209 van de 217 leden van de Conventie en werd, met de bedenkingen van de overige acht leden, overhandigd aan de regeringen van de lidstaten.
Met dit document in de hand begonnen de lidstaten aan de Intergouvernementele Conferentie, die duurde van 4 oktober 2003 tot en met 18 juni 2004.

## Europese Conventie

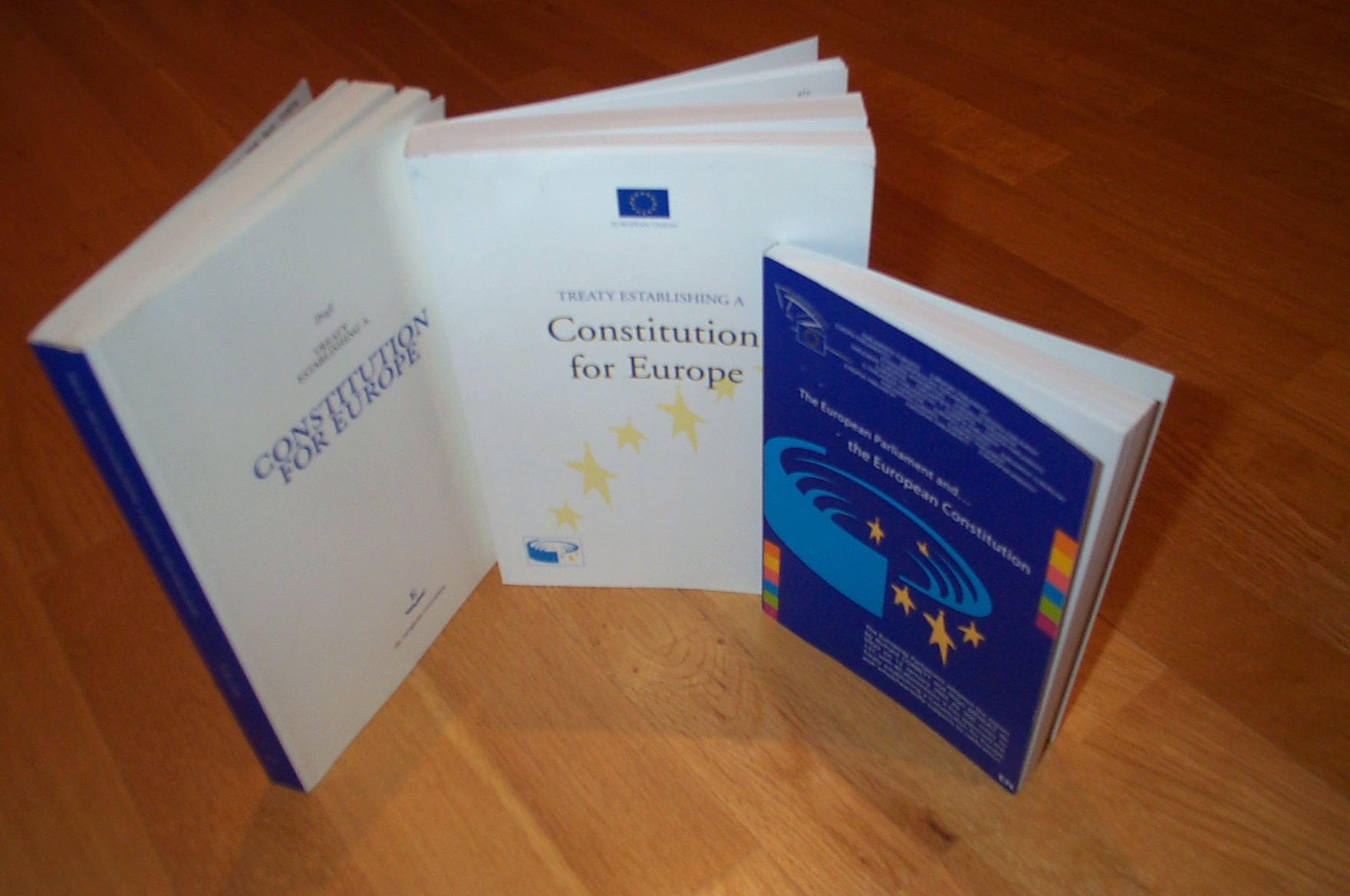
Versies van het Verdrag tot oprichting van een Grondwet voor Europa in de Engelse taal, die door de Europese Unie voor het grote publiek worden gepubliceerd. Van links naar rechts: het ontwerp door de Europese Conventie; de volledige versie van de Intergouvernementele Conferentie (tekst zoals die door te bekrachtigen gevolmachtigden wordt ondertekend) met de protocollen en de bijlagen; de verkorte versie met de resolutie van het Europees Parlement van goedkeuring, maar zonder de protocollen en de bijlagen, voor bezoekers bij het Europees Parlement. De versies in andere Europese talen werden ook gepubliceerd.

Na ruim anderhalf jaar van besprekingen, die openbaar waren en via internet konden worden gevolgd, overhandigde de voorzitter van de Conventie, Valéry Giscard d'Estaing op 18 juli 2003 de ontwerptekst aan de Italiaanse premier Silvio Berlusconi, die op dat moment voorzitter was van de EU. Het ontwerp moest de basis vormen voor de onderhandelingen, nu achter gesloten deuren, tussen de regeringsleiders over de definitieve tekst van de Grondwet. Deze Intergouvernementele Conferentie (IGC) werd gehouden van oktober 2003 tot december 2003.
Op 13 december 2003 tijdens een bijeenkomst van de Europese Raad werd duidelijk dat de totstandkoming van een Verdrag tot vaststelling van een Grondwet voor Europa nog een lange weg zou zijn; de EU-top werd afgesloten zonder resultaat. Het zou geen gevolgen hebben voor de toetreding van de tien nieuwe landen tot de EU. Het voornaamste struikelpunt was het aanpassen van de stemverhouding: Spanje en Polen waren niet bereid het buitenproportionele gewicht van de stemmen die in het Verdrag van Nice aan hen waren toegekend te corrigeren.
Op 18 juni 2004, na regeringswisselingen in Polen en Spanje, bereikte de Europese Raad dan alsnog een compromis over de grondwet.

## Ondertekening door de Europese Raad
Op 29 oktober 2004, dus nog voordat de ratificatie heeft plaatsgevonden, werd de grondwet in Rome door de regeringsleiders ondertekend. De ceremonie en de ondertekening werd rechtstreeks uitgezonden op Nederland 2 (met enige vertraging), TVE, EuroNews. Ook BBC World en ZDF besteedden er live aandacht aan, maar zonden niet alle beelden van de ceremonie uit.
Tijdens deze ceremonie spraken:
- de burgemeester van Rome en premier Berlusconi van Italië, de gastheren;
- premier Balkenende van Nederland, op dat moment voorzitter van de Europese Raad;
- Taoiseach Ahern van Ierland, als voormalig voorzitter van de Europese Raad, onder wie het compromis voor de grondwet bereikt werd;
- Josep Borrell Fontelles, de voorzitter van het Europees Parlement;
- Romano Prodi, de voorzitter van de zittende Europese Commissie;
- José Manuel Barroso, de beoogd voorzitter van de aantredende Europese Commissie

## Ratificatie door de lidstaten

Status van de ratificatie in de 25 lidstaten.
Referendum aangekondigd
Geen referendum gepland
Ja - Toetredingsverdrag
Ja - Enkel het parlement
Ja - Referendum
Nee - Referendum
Referendum voor onbepaalde tijd uitgesteld

Tien EU-landen zullen een Referendum over het Verdrag tot vaststelling van een Grondwet voor Europa houden: in deze landen hangt de ratificatie door het parlement af van de uitslag van het referendum. In de andere 15 EU-landen wordt het Verdrag tot vaststelling van een Grondwet voor Europa zonder tussenkomst van een referendum geratificeerd. Zie de tabel hieronder.
Dat de inbreng van de individuele burgers bij deze "ratificatie" niet voor alle burgers identiek is en dat, meer in het bijzonder, sommige burgers de mogelijkheid hebben hun stem specifiek uit te brengen over deze grondwet en anderen niet, wordt door vele inwoners van de Europese Unie als een onrecht aanzien. Sommigen vinden dit onrecht dermate fundamenteel, dat de legitimiteit van deze grondwet, indien ze zou worden aangenomen, in vraag kan gesteld worden.
Het Nederlandse referendum vond plaats op 1 juni 2005. De voorgestelde Grondwet werd daarin verworpen met een ruime meerderheid van 61,6% van de stemmen. De opkomst bedroeg 62,8%. Naar aanleiding van het Nederlandse en Franse Nee hebben de meeste landen die een referendum hadden uitgeschreven dit uitgesteld. Tsjechië heeft het zelfs geannuleerd.
In België trok de partij Spirit haar steun aan het referendum in omdat ze bang was dat Vlaams Belang het referendum zou misbruiken om een campagne op te zetten tegen de toetreding van Turkije tot de EU, iets wat niet direct met de grondwet te maken heeft. Hierdoor was er niet langer een meerderheid in het Belgisch parlement voorstander van een referendum, met als gevolg dat de referendumwet werd verworpen.
Ratificatie heeft al plaatsgevonden in (chronologische volgorde) Litouwen, Hongarije, Slovenië, Italië, Griekenland, Slowakije, Spanje en België.
Kijk voor meer informatie over de referenda ook op: Referendum Verdrag tot vaststelling van een Grondwet voor Europa
| Referenda over het verdrag                | Referenda over het verdrag | Referenda over het verdrag                                                             |                                                                                        |
| Lidstaat                                  | Datum                      | Resultaat                                                                              |                                                                                        |
| ----------------------------------------- | -------------------------- | -------------------------------------------------------------------------------------- | -------------------------------------------------------------------------------------- |
| Spanje                                    | 20 februari 2005           | Ja: 76,7 %                                                                             |                                                                                        |
| Frankrijk                                 | 29 mei 2005                | Nee: 54,9 %                                                                            |                                                                                        |
| Nederland                                 | 1 juni 2005                | Nee: 61,6 %                                                                            |                                                                                        |
| Luxemburg                                 | 10 juli 2005               | Ja: 56,5 % (nog niet in de kaart verwerkt)                                             |                                                                                        |
| Polen                                     | (Uitgesteld)               |                                                                                        |                                                                                        |
| Denemarken                                | (Uitgesteld)               |                                                                                        |                                                                                        |
| Ierland                                   | (Uitgesteld)               |                                                                                        |                                                                                        |
| Portugal                                  | (Uitgesteld)               |                                                                                        |                                                                                        |
| Verenigd Koninkrijk                       | (Uitgesteld)               |                                                                                        |                                                                                        |
| Tsjechië                                  | (Geannuleerd)              |                                                                                        |                                                                                        |
| Parlementaire goedkeuring van het verdrag |                            |                                                                                        |                                                                                        |
| Parlement                                 | Datum                      | Resultaat                                                                              | Resultaat                                                                              |
| Litouwen                                  | 11 november 2004           | Ja. 84 voor, 4 tegen.                                                                  | Ja. 84 voor, 4 tegen.                                                                  |
| Hongarije                                 | 20 december 2004           | Ja. 322 voor, 12 tegen.                                                                | Ja. 322 voor, 12 tegen.                                                                |
| Europees Parlement                        | 12 januari 2005            | Ja. 500 voor, 137 tegen.                                                               | Ja. 500 voor, 137 tegen.                                                               |
| Slovenië                                  | 1 februari 2005            | Ja. 79 voor, 4 tegen.                                                                  | Ja. 79 voor, 4 tegen.                                                                  |
| Italië                                    | 6 april 2005               | Ja. Lagerhuis: 436 voor, 28 tegen. · Senaat: 217 voor, 16 tegen.                       | Ja. Lagerhuis: 436 voor, 28 tegen. · Senaat: 217 voor, 16 tegen.                       |
| Griekenland                               | 19 april 2005              | Ja. 268 voor, 17 tegen.                                                                | Ja. 268 voor, 17 tegen.                                                                |
| Slowakije                                 | 11 mei 2005                | Ja. 116 voor, 27 tegen.                                                                | Ja. 116 voor, 27 tegen.                                                                |
| Spanje                                    | 18 mei 2005                | Ja. Lagerhuis: 319 voor, 19 tegen. · Senaat: 225 voor, 6 tegen.                        | Ja. Lagerhuis: 319 voor, 19 tegen. · Senaat: 225 voor, 6 tegen.                        |
| Oostenrijk                                | 25 mei 2005                | Ja. Lagerhuis: 182 voor, 1 tegen. · Senaat: 59 voor, 3 tegen.                          | Ja. Lagerhuis: 182 voor, 1 tegen. · Senaat: 59 voor, 3 tegen.                          |
| Duitsland                                 | 27 mei 2005                | Ja. Lagerhuis: 569 voor, 23 tegen. · Senaat: 66 voor 0 tegen.                          | Ja. Lagerhuis: 569 voor, 23 tegen. · Senaat: 66 voor 0 tegen.                          |
| Letland                                   | 2 juni 2005                | Ja. 71 voor, 5 tegen.                                                                  | Ja. 71 voor, 5 tegen.                                                                  |
| Cyprus                                    | 30 juni 2005               | Ja 30 voor, 19 tegen.                                                                  | Ja 30 voor, 19 tegen.                                                                  |
| Malta                                     | 6 juli 2005                | Ja 65 voor, 0 tegen.                                                                   | Ja 65 voor, 0 tegen.                                                                   |
| België                                    | 8 februari 2006            | Ja. Senaat: 54 voor, 9 tegen, 1 onthouding. · Kamer: 118 voor, 18 tegen, 1 onthouding. | Ja. Senaat: 54 voor, 9 tegen, 1 onthouding. · Kamer: 118 voor, 18 tegen, 1 onthouding. |
| Estland                                   | 9 mei 2006                 | Ja 73 voor, 1 tegen.                                                                   | Ja 73 voor, 1 tegen.                                                                   |
| Finland                                   | Uitgesteld                 |                                                                                        |                                                                                        |
| Zweden                                    | Uitgesteld                 |                                                                                        |                                                                                        |

### Toekomst na de referenda van Frankrijk en Nederland
Nadat de Franse en Nederlandse kiezers het verdrag in een referendum verworpen hebben, is de toekomst van het verdrag ongewis. Het verdrag kan pas in werking treden nadat elke lidstaat het verdrag heeft geratificeerd. Als ten minste 4/5 van de verschillende landen het verdrag heeft goedgekeurd, vindt overleg plaats hoe er verder moet worden gehandeld.